# Brian Sternberg

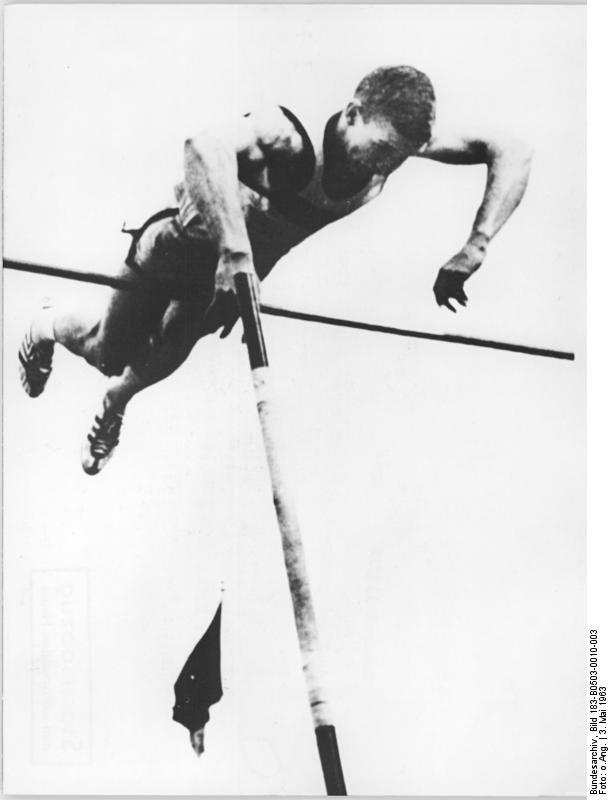
Sternberg springt am 27. April 1963 Weltrekord

Brian Douglas Sternberg (* 21. Juni 1943 in Seattle; † 23. Mai 2013) war ein US-amerikanischer Leichtathlet, der Anfang der 1960er Jahre als Stabhochspringer in Erscheinung trat. Im Jahr 1963 sprang er dreimal Weltrekord. Er ist als der erste 5-m-Springer in die Geschichte eingegangen.
Im Jahr 1963 gewann er sowohl die NCAA- als auch die AAU-Meisterschaft (4,97 m bzw. 4,98 m).
Brian Sternberg wurde für die Teilnahme an einem Länderkampf USA – UdSSR nominiert. Am 2. Juli 1963, zwei Wochen vor dem Abflug in die Sowjetunion, verunglückte er jedoch beim Training auf dem Trampolin und zog sich einen Bruch zwischen dem vierten und fünften Halswirbel zu, der eine fast völlige Lähmung sowie einen weitgehenden Verlust der Stimmkraft zur Folge hatte. Von der Sowjetunion wurde ihm nach dem Bekanntwerden des Unfalls eine Siegesmedaille zugesandt.
Im Jahr 1998 ließ er sich von Dr. Harry Goldsmith in Deutschland operieren. Bei dem Eingriff wurde das Omentum gedehnt und mit der Bruchstelle verbunden. Seitdem war Sternberg fast schmerzfrei und konnte längere Zeit aufrecht sitzen sowie mit normaler Lautstärke mehrere Worte im Zusammenhang sprechen. Zu diesem Erfolg äußerte er sich am 21. September 1998 in einem Interview für die Zeitschrift Sports Illustrated. Zur Finanzierung seiner Behandlung wurde ein nach wie vor bestehender Treuhandfonds eingerichtet.
Brian Sternberg lebte zuletzt in Seattle. Er engagierte sich als Korrespondent für die christliche Vereinigung The Fellowship of Christian Athletes.

## Weltrekorde
- 4,64 m am 11. August 1962 in Vancouver (Junioren-WR)
- 4,77 m am 25. August 1962 in Vancouver (Junioren-WR)
- 5,00 m am 27. April 1963 in Philadelphia (Verbesserung der bisherigen Bestmarke von John Pennel um 2 cm)
- 5,05 m am 25. Mai 1963 in Modesto (Einstellung der bisherigen Bestmarke von John Pennel)
- 5,08 m am 7. Juni 1963 in Compton (am 14. Juli 1963 von John Pennel auf 5,10 m verbessert)